# Henri Cunibert
Henri Cunibert (* 6. Oktober 1891 in Malmedy; † 12. Dezember 1954 ebenda) war ein belgischer Architekt.

## Wirken
Cuniberts bedeutendste Leistungen liegen im Bereich des Sakralbaus. Diese Kirchen stehen auf dem Gebiet Ostbelgiens, bzw. der deutschsprachigen Gemeinschaft Belgiens. Sie sind in den Jahren von 1920 bis 1931 nach seinen Plänen errichtet worden. Ebenfalls plante er im genannten Gebiet zahlreiche Schulbauten. Nach dem Zweiten Weltkrieg war er vielfach mit Abschätzungsakten von Kriegsschäden an Wohngebäuden sowie Wald- und Flurschäden im Raum Malmedy und Sankt Vith betraut.

## Bauwerke (Auswahl)
- Kirche St. Donat Ondenval (1925), neo-romanischer Stil. Sie ist an der Stelle einer Kapelle, die abgerissen wurde, errichtet worden. Das Gebäude wurde durch ein Feuer im Jahre 1956 beschädigt.
- Kirche St. Johannes in Maldingen (1926), neo-romanischer Stil.
- St. Joseph Kirche Hünningen (1926), gotischer Stil. Das Gebäude ersetzt eine ehemalige Kapelle und besitzt einen achteckigen Glockenturm auf einem quadratischen Sockel.
- St. Henri in Géromont (1929).
- St. Stephanuskirche Bütgenbach (1931), neo-romanischer Stil. Ersetzt eine ehemalige im 12. Jahrhundert gebaute Kirche.
- Pfarrkirche Unbefleckte Empfängnis in Medell (1931–1932), mit ihrer markanten Zwiebelhaube.
- Pfarrkirche St.-Hubertus in Amel (1931–1932).
- St. Hilarius in Maspelt, neo-romanischer Stil (1932).